# Domschule Güstrow

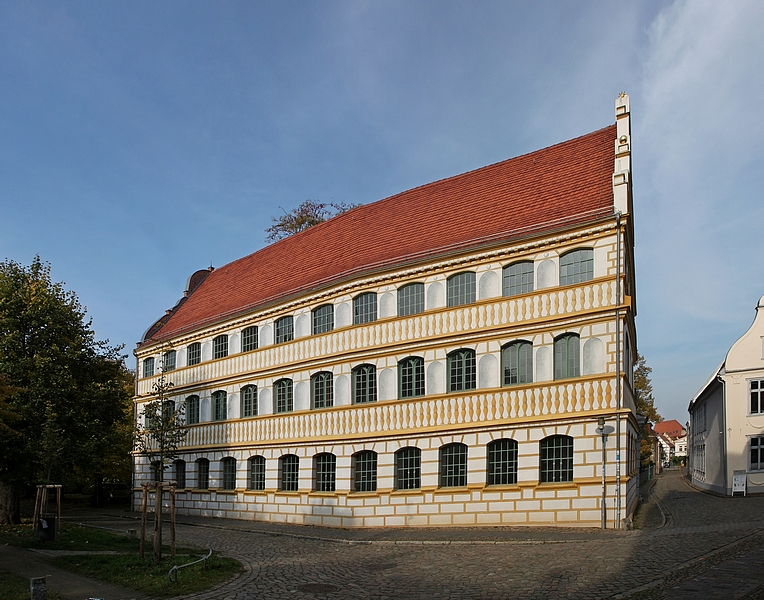
Blick auf die Domschule Güstrow (2011)

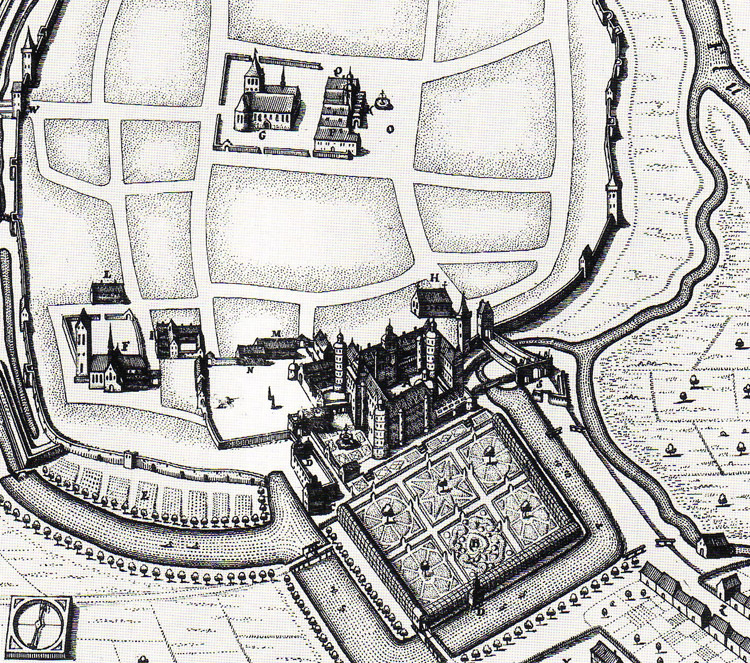
Die Domschule von 1579 (bezeichnet mit „L“, links),
Schloss Güstrow und die
Hofkirche, der „Güstrower Dom“ (bezeichnet mit „F“)
(Abb. 1653)

Die Domschule Güstrow am Domplatz war eine 1552 durch Herzog Johann Albrecht I. von Mecklenburg (1525–1576) gestiftete Lateinschule und späteres Gymnasium in Güstrow. Ihr Gebäude von 1575/79 ist der älteste erhaltene Schulbau von Mecklenburg.
Ihre Geschichte begann 1236 als Stiftsschule zur Ausbildung des Kleriker-Nachwuchses, sie ist damit eine der ältesten Schulen im deutschen Sprachraum und die Schule mit der längsten Historie im heutigen Land Mecklenburg-Vorpommern.

## Geschichte

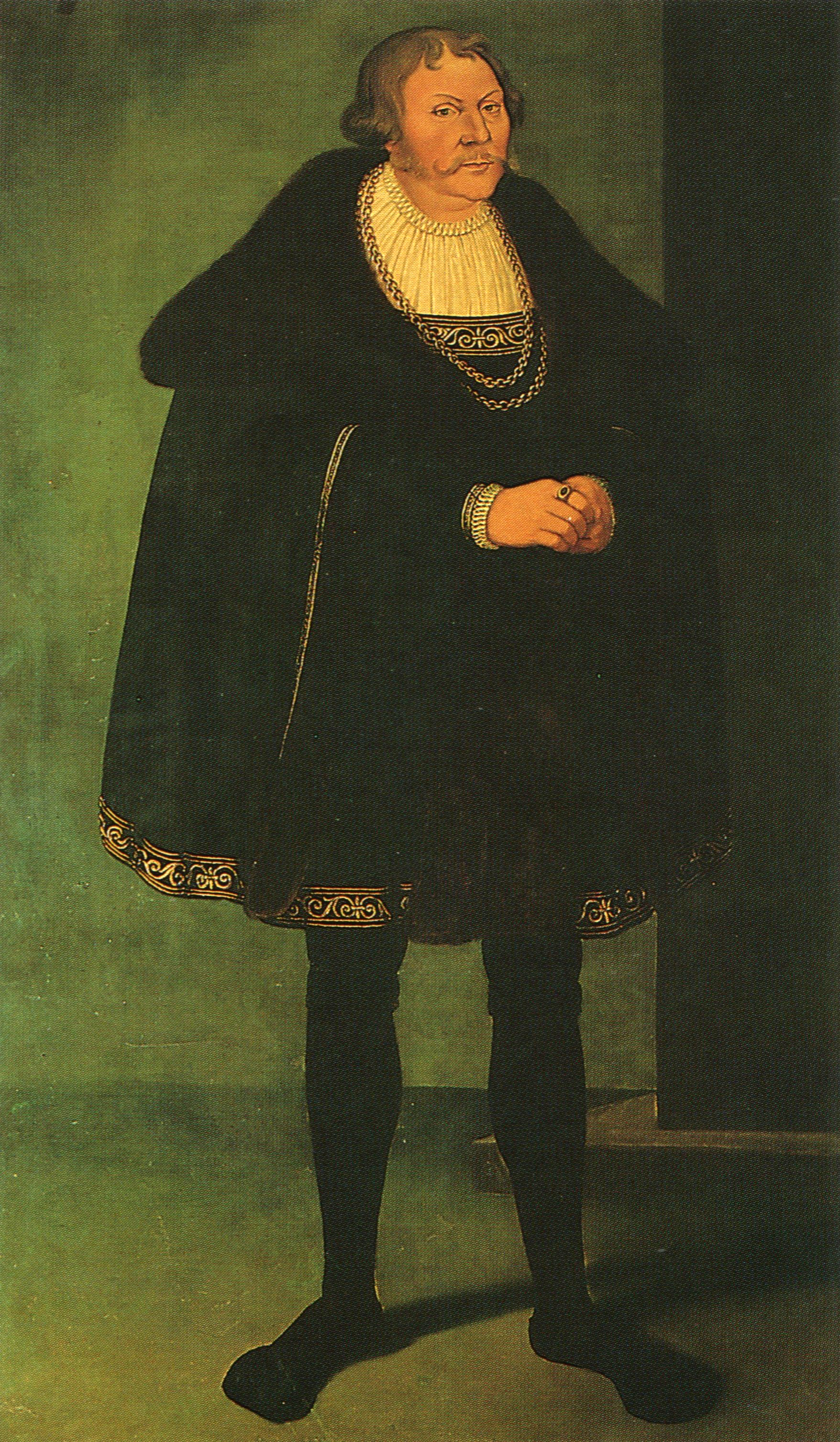
Heinrich der Friedfertige, Gründer der Domschule

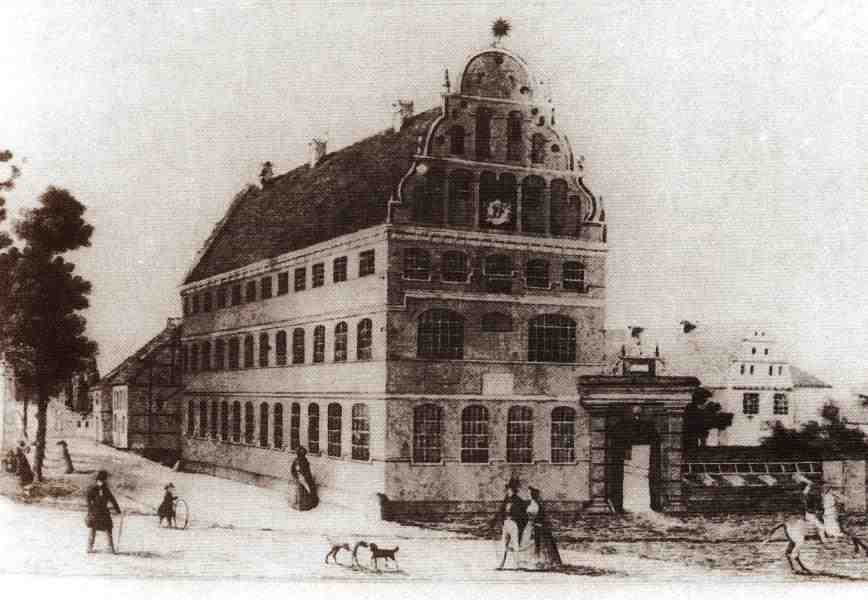
Domschule Güstrow um 1800

Eine Schule zur Ausbildung des Kleriker-Nachwuchses lässt sich in Güstrow seit der Gründung des Kollegiatstifts 1236 nachweisen. 1553 entstand die Neue Domschule mit der Vereinigung der alten Domstiftsschule und der Ratsschule, einer evangelischen Gelehrtenschule. Deren Gründung war bereits 1540 von Herzog Heinrich dem Friedfertigen verfügt worden. Mit dem Bau wurde jedoch erst 1560 durch Baumeister Philipp Brandin begonnen. Der erste Rektor der Schule, Wolfgang Leupold (1517–1583), war von Philipp Melanchthon empfohlen worden.
Trotz anhaltender Auseinandersetzungen zwischen den Herzögen, die die Schule als Fürstenschule nach sächsischem Vorbild führen wollten, und dem Rat der Stadt Güstrow über die Schulaufsicht entwickelte sich die Domschule in den folgenden Jahrzehnten zur angesehensten Schule des Landes.
Seit 1552 fanden in Güstrow Theatervorstellungen statt. Die Darsteller waren ausschließlich Schüler der Domschule Güstrow. Die Vorstellungen, welche die evangelische Lehre zu verbreiten helfen sollten, wurden bis zum Dreißigjährigen Krieg beibehalten.
1662 wurde der Stadt durch den Permutationsvergleich ein Kompatronat und weitgehende Schulaufsicht eingeräumt. Gleichzeitig wurde die Schulordnung von 1602 überarbeitet. Latein, bisher alleinige Unterrichtssprache, wurde erst ab der dritten Klasse verwendet, die Schule wurde für Bürger geöffnet. Mädchen blieben jedoch weiterhin ausgeschlossen. Weitere Reformen der Schulordnung erfolgten 1752 und, unter dem Rektorat von Adolph Friedrich Fuchs nach dem Vorbild des Unterrichts in den Schulen der Franckeschen Stiftungen, 1789. Obwohl weiterhin der Zugang zur Universität Ziel des Unterrichts blieb, wurde ein Schwerpunkt auf die allgemeine Bildung gelegt, die Schülern zugutekommen sollte, die einen praktischen bürgerlichen Beruf ergreifen wollten. Der Stundenplan sah ein Kurssystem vor, bei dem die Schüler nach ihren Fähigkeiten eingestuft wurden. Nur Latein und Religion blieben für alle Schüler obligatorisch.
1942 wurde die in ihrem Bestand bedrohte Domschule mit dem 1902 gegründeten Realgymnasium, das seit 1934 den Namen des niederdeutschen Dichters John Brinckman trug und bereits die dreifache Schülerzahl aufwies, zusammengelegt. Das alte Gymnasium wurde aufgelöst. Bis 1947 hieß die Schule, die ihren Sitz Am Wall Nr. 6 hatte, Vereinigte John-Brinckman-Schule und Domschule. Das heutige John-Brinckman-Gymnasium feierte 1983 sein 450-jähriges Bestehen.

## Gebäude

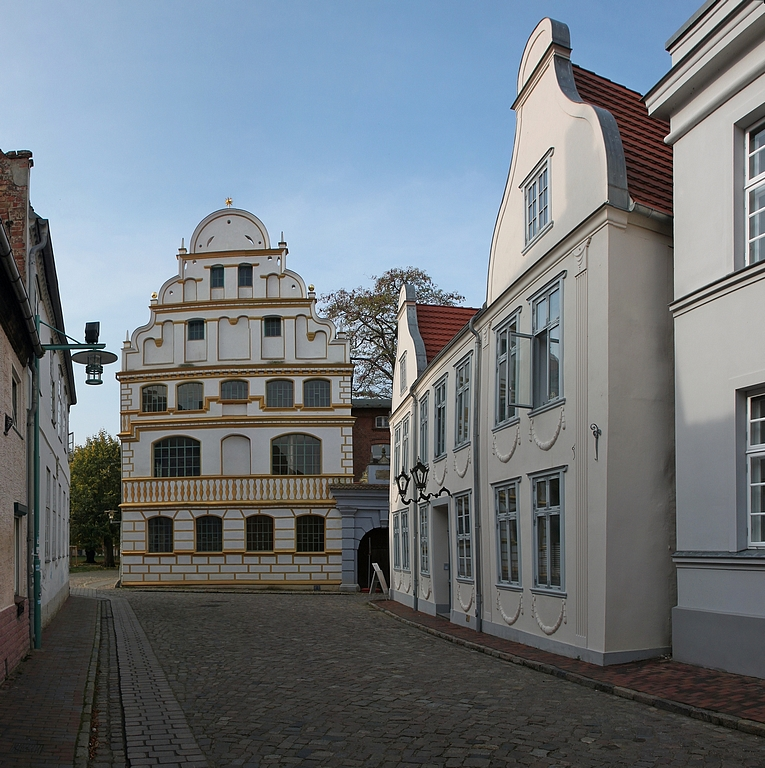
Blick von der Kerstingstraße auf den Renaissance-Giebel der Domschule

Für die Domschule wurde 1575 bis 1579 am Domplatz nach Plänen des Baumeisters Philipp Brandin ein eigenes Gebäude im Renaissance-Stil errichtet, das als das älteste erhaltene Schulgebäude in Mecklenburg gilt. Es ist ein dreigeschossiger Ständerbau mit durchgezapften Deckenbalken, Zapfenschloss, Ziegelverblendung und Verputz. 1904 gab es einen Erweiterungsbau. Das Gebäude wurde bis 1974 als Schule genutzt und war danach Magazin des Museums.
Anlässlich des 450. Jubiläums der Domschule im Jahr 2003 wurde die Außenfassade des historischen Schulgebäudes nach alten Befunden rekonstruiert.
Im September 2007 beauftragte die Stadtvertretung den Bürgermeister, ein Gesamtnutzungs- und Sanierungskonzept für den leerstehenden Gebäudekomplex alte Domschule und die ehemalige Kerstingschule zu erarbeiten.

## Bibliothek
Die historische Schulbibliothek umfasste zu Beginn des 20. Jahrhunderts 60.000 Bände und war die größte ihrer Art in Mecklenburg. Zeitweilig übernahm sie die Funktion der öffentlichen Bibliothek für Güstrow. Nach dem Ersten Weltkrieg wurden große Teile des Altbestands in das Museum der Stadt Güstrow überführt, wo sie als kulturgeschichtliche Sammlung geführt wurden. Durch Auslagerung im April 1945 und politische Umstände der unmittelbaren Nachkriegszeit kam es zu einer weitgehenden Zersplitterung der Bibliothek. Reste befinden sich in der Museumsbibliothek Güstrow, die heute der Uwe-Johnson-Bibliothek angegliedert ist, in der Bibliothek des John-Brinckman-Gymnasiums sowie in der Landesbibliothek Mecklenburg-Vorpommern in Schwerin, darunter 19 Inkunabeln in 14 Bänden.
Von der einst bedeutenden Hansenschen Bildersammlung von ca. 50.000 Kupferstichen, die von Senator Georg Wilhelm Hansen (1736–1819) zusammengetragen und seit Mitte des 19. Jahrhunderts in der Bibliothek der Domschule verwahrt wurde, sind ebenfalls nur Reste (ca. 2400 Kupferstiche) im Museum erhalten.

## Bekannte Schüler der Domschule und des Realgymnasiums

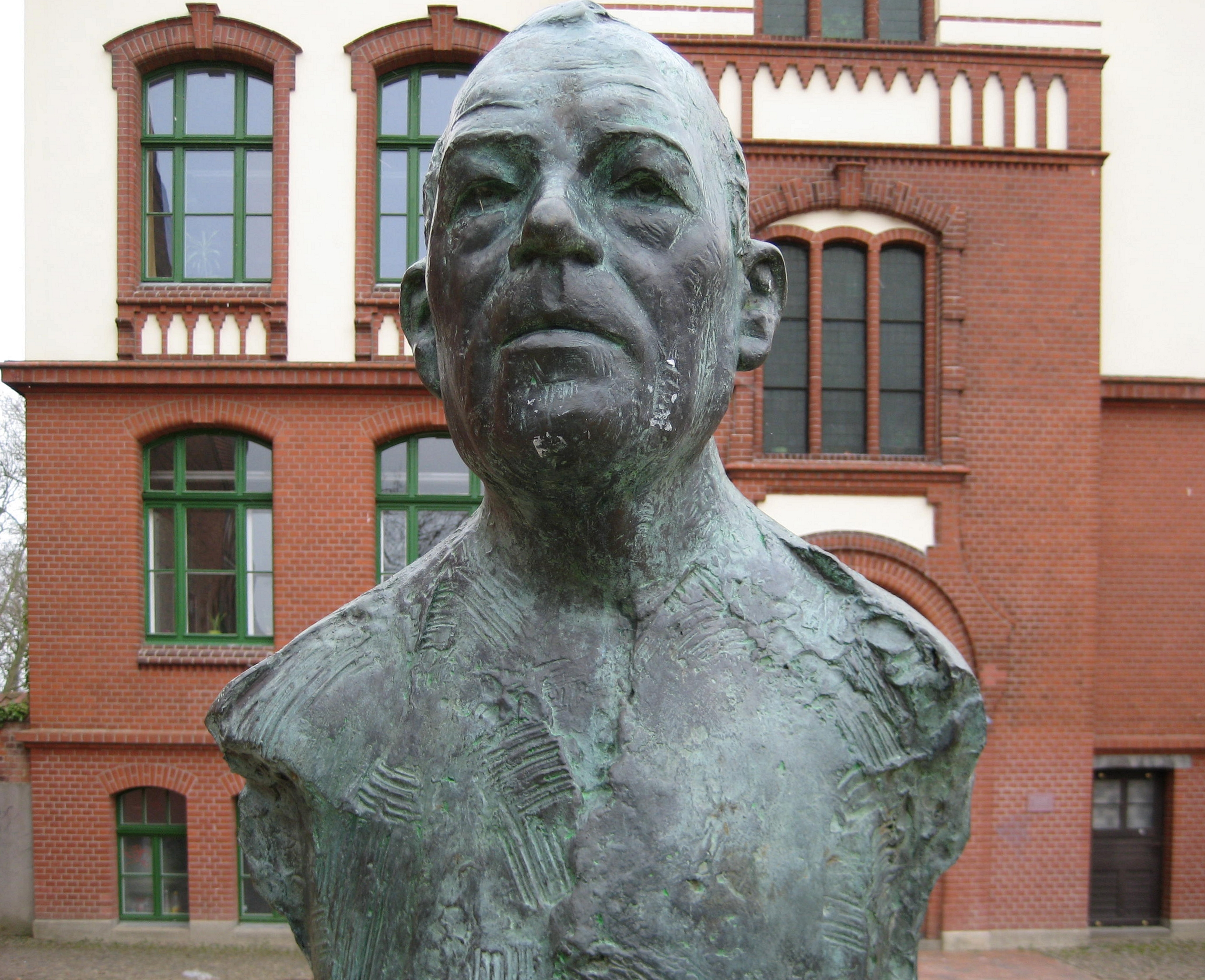
Detail der Skulptur von Uwe Johnson vor dem John-Brinckman-Gymnasium

- David von Bassewitz (1557–1624), fürstlich mecklenburgischer Rat und Hofmeister
- Georg Völkner (1595–1664), Schüler und Konrektor an der Domschule Güstrow
- Christian Othfar (1609–1660), Theologe, Kirchenlieddichter und Arzt
- Johann Nikolaus Quistorp (1651–1715), evangelischer Theologe
- Johann Christopher Jauch (1669–1725), Superintendent und Autor
- Joachim Daniel von Jauch (1688–1754), Generalmajor und Baumeister Augusts des Starken
- Johann Bernhard Quistorp (1692–1761), Mediziner
- Georg Christoph Detharding (1699–1784), Mediziner und Rektor der Universität Bützow
- Georg Wilhelm Detharding (1701–1782), Lübecker Bürgermeister
- Joachim Ehrenfried Pfeiffer (1709–1787), evangelischer Theologe
- Johann Matthias Martini (1738–1806), Jurist
- Georg Friedrich Kersting (1785–1847), Kunstmaler
- Lorenz Karsten (1751–1829), deutscher Ökonom und Agrarwissenschaftler
- Johann Christian Friedrich Dietz (1765–1833), Pädagoge, Pastor und Publizist
- Friedrich Wilhelm Georg Ackermann (1767–1836), Stadtrichter und Bürgermeister von Bützow
- Wilhelm Goetze (1773–1830), Kreisphysicus in Neustrelitz
- Detlev Friedrich Dreves (1776–1843), Jurist, Advokat und Landsyndikus der Mecklenburgischen Ritterschaft
- Johann Christian (Daniel) Salchow (1782–1829), Rechtswissenschaftler, Hochschullehrer und Schriftsteller
- Heinrich von Bülow (1792–1846), preußischer Staatsmann
- Friedrich Liss (1795–1878), Jurist und Bürgermeister
- Georg Christian Friedrich Lisch (1801–1883), Prähistoriker, mecklenburgischer Altertumsforscher
- Adolf Fuchs (1805–1885), Pastor, Autor, Auswanderer und Siedler in Texas (Sohn des Rektors Adolf Friedrich Fuchs)
- Heinrich Zander (1800–1876), Pastor und Ornithologe in Mecklenburg
- Gustav Lierow (1813–1891), evangelisch-lutherischer Pastor, Dichter und Schriftsteller
- Otto Wachenhusen (1820–1889), MdR im Norddeutschen Bund
- Franz Susemihl (1826–1901), Professor für Klassische Philologie[9]
- Marcus Wolf Hinrichsen (1829–1902), Hamburger Kaufmann und Politiker
- Wilhelm Schmidt (1829–1909), Beamter im Dienst der Mecklenburg-Schweriner Landesregierung
- Albert Schmidt (1836–1912), Jurist, Schriftsteller und Dramatiker
- Hugo Seemann (1856–1932), Aktivist der christlich-sozial orientierten ländlichen Reformbewegung in Mecklenburg
- Paul Krückmann (1866–1943), Professor der Rechtswissenschaften an der Universität Münster
- Max Heydemann (1884–1956), Politiker (SPD) und Journalist
- Otto Becker (1885–1955), Ordinarius für mittlere und neuere Geschichte an der Universität Halle[10]
- Erich Lindemann (1888–1945), Phykologe und Taxonom, Reifeprüfung 1907[11]
- Annemarie von Harlem (1894–1983), Politikerin (CDU)
- Kurt Weckmann (1895–1981), Generalleutnant und Kommandeur der 274. Infanterie-Division[12]
- Uwe Johnson (1934–1984), Schriftsteller, Reifeprüfung 1952

## Bekannte Lehrer

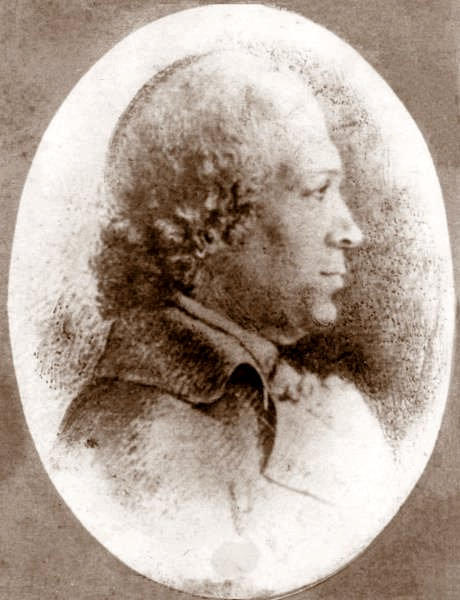
Adolf Friedrich Fuchs

- Johannes Freder der Jüngere (1544–1604), 1568–1572 Rektor, dann Professor der Theologie an der Universität Rostock[13]
- Franciscus Omichius (1532–1591), 1566–1572 Konrektor, ab 1572 Rektor als Nachfolger Freders
- Sebastian Meier (1594–1664), Rektor 1619–1629
- Georg Völkner (1595–1664), 1630–1640 Konrektor
- Andreas Gottfried Ammon (1635–1686), evangelischer Theologe, 1663–1667 Rektor
- Karl Joachim Sibeth (1692–1748), Rektor
- Adolf Friedrich Fuchs (1753–1828), 1789–1811 Rektor und Reformer der Schule, 1792 Verleihung des Titels „Professor“, seit 1811 Superintendent zu Güstrow[14]
- Johann Christian Friedrich Dietz (1765–1834), Pädagoge, Pastor und Publizist, ab 1786 Succentor, 1789–1804 Subrektor
- Johann Friedrich Besser (1771–1846), Professor und Rektor, Verfasser der jährlichen Nachrichten über die Domschule (s. Literatur)[15], Ehrenbürger der Stadt Güstrow seit 1843
- Theodor Reuter (1813–1864), Geistlicher und Parlamentarier
- Wilhelm Müller (1886–1969), Pädagoge
- Friedrich Schult (1889–1978), Pädagoge, Dichter, Maler und Grafiker
- Gerhard Böhmer (1895–1978), Lehrer und Schriftsteller